# Joséphine Rebecca Moerman

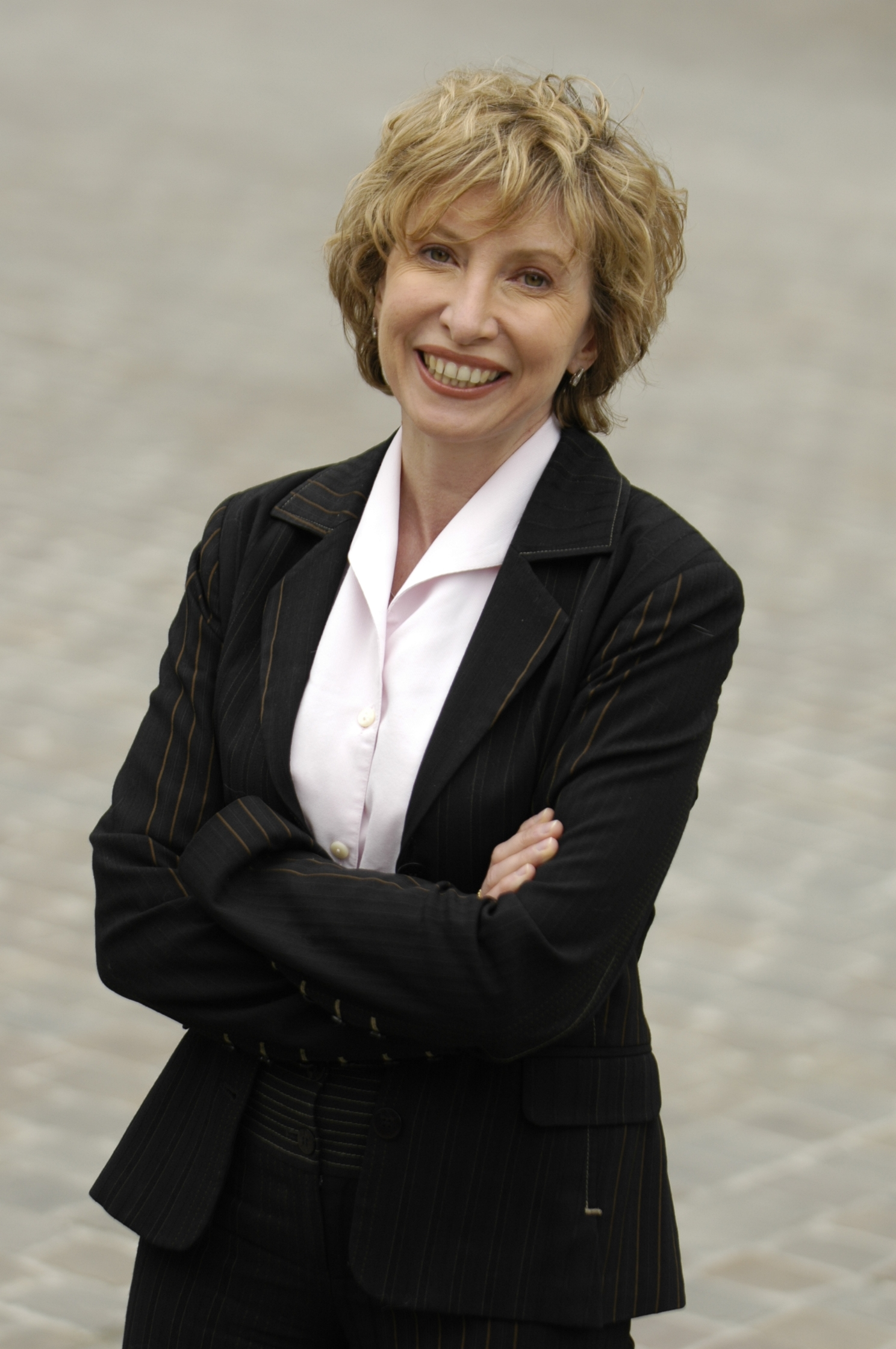
Joséphine Rebecca Moerman (2006)

Joséphine Rebecca Marie Julienne Bertha „Fientje“ Moerman (* 19. Oktober 1958 in Gent) ist eine belgische Politikerin (Open VLD) und Juristin. Seit 2018 ist sie Richterin am Verfassungsgerichtshof Belgiens. Zuvor war sie unter anderem von 1999 bis 2003 belgische Wirtschaftsministerin.

## Leben und Wirken
Moerman studierte Rechtswissenschaften an der Universität Gent, wo sie 1981 ihren Abschluss machte. Im folgenden Jahr erwarb sie an der Harvard Law School den Titel Master of Laws. In der Folge arbeitete sie als Rechtsanwältin bei der international tätigen Großkanzlei Cleary Gottlieb Steen & Hamilton. 1983 wurde sie in New York zur Anwaltschaft zugelassen. 1984 kehrte sie als Wirtschafts- und Europajournalistin bei der Zeitung De Standaard nach Belgien zurück, wechselte aber bereits 1985 als Beraterin in den Dienst des Europäischen Parlaments. Dort war sie bis 1999 tätig, bis sie als Abgeordnete in das belgische Föderale Parlament gewählt wurde. Dort war sie Mitglied des Ausschusses für Europäische Angelegenheiten, Finanzen und Justiz. Mit Bildung der Regierung Verhofstadt II war sie dort belgische Wirtschaftsministerin. 2004 wechselte sie als Vizeministerpräsidentin und Wirtschaftsministerin in die flämische Regierung von Yves Leterme. Auch in der folgenden Regierung Regierung Peeters I war sie ab Juni 2007 Wirtschaftsministerin, trat aber bereits am 10. Oktober 2007 nach Bekanntwerden von Unregelmäßigkeiten bei der Auftragsvergabe an eine Beratungsfirma zurück. In der Folge war sie bis 2014 einfache Abgeordnete im flämischen Parlament sowie Vorsitzende des Sonderausschusses zur Reform des Hochschulwesens. 2014 kehrte sie in den Dienst der Europäischen Union zurück, wo sie die Leiterin des Referats Aufsicht über den Europäischen Rat beim Europäischen Parlament wurde.
Am 18. März 2018 wurde Moerman per königlichem Dekret zur Richterin am Verfassungsgerichtshof Belgiens ernannt.